# Pseudolatirus kurodai
Pseudolatirus kurodai is een slakkensoort uit de familie van de Fasciolariidae. De wetenschappelijke naam van de soort is voor het eerst geldig gepubliceerd in 1964 door Okutani & Sakurai.